# Owen Chamberlain
Owen Chamberlain, född 10 juli 1920 i San Francisco, Kalifornien, USA, död 28 februari 2006 i Berkeley, Kalifornien, var en amerikansk fysiker som delade Nobelpriset i fysik 1959 med Emilio Segrè för deras upptäckt av antiprotonen, en subatomär antipartikel. Han var professor vid University of California, Berkeley och arbetade bland annat med alfasönderfall, neutrondiffraktion och proton-protonspridning.

## Biografi
Chamberlain utexaminerades från Germantown Friends School i Philadelphia 1937. Han studerade fysik vid Dartmouth College, där han var medlem i Alpha Theta-kapitlet i Theta Chi-brödraskapet, och vid University of California, Berkeley. Han stannade i skolan till början av andra världskriget och började arbeta tillsammans med Segrè i Manhattanprojektet 1942, både i Berkeley och i Los Alamos, New Mexico. Han gifte sig 1943 med Beatrice Babette Copper (d. 1988), med vilken han fick fyra barn.

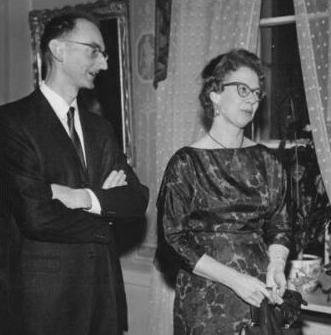
Chamberlain med hustru i Sverige 1959

Chamberlain diagnostiserades med Parkinsons sjukdom 1985 och gick i pension från undervisningen 1989. Han dog av komplikationer från sjukdomen den 28 februari 2006 i Berkeley vid 85 års ålder. Han spelar en central roll i Jacob M. Appels Sherwood Anderson-prisbelönta novell "Measures of Sorrow".

## Karriär och vetenskapligt arbete
År 1946, efter kriget, fortsatte Chamberlain med sina doktorandstudier vid University of Chicago under handledning av fysikern Enrico Fermi. Fermi fungerade som en viktig guide och mentor för Chamberlain och uppmuntrade honom att lämna teoretisk fysik för experimentell fysik, för vilken Chamberlain hade en särskild fallenhet. Chamberlain tog sin doktorsexamen vid University of Chicago 1949. 
År 1948, efter att ha avslutat sitt experimentella arbete, återvände Chamberlain till Berkeley som medlem av dess fakultet. Där undersökte han, Segrè och andra fysiker proton-protonspridning. År 1955 ledde en serie protonspridningsexperiment vid Berkeleys Bevatron till upptäckten av antiprotonen, en partikel som en proton men negativt laddad. Chamberlains senare forskningsarbete inkluderade tidsprojektionskammaren (TPC) och arbetet vid Stanford Linear Accelerator Center (SLAC). 
Chamberlain var politiskt aktiv i frågor om fred och social rättvisa och frispråkig mot Vietnamkriget. Han var medlem i Forskare för Sacharov, Orlov och Shcharansky, tre fysiker i det tidigare Sovjetunionen fängslade för sin politiska övertygelse. På 1980-talet hjälpte han till att grunda "Nuclear Freeze campaign", en rörelse för att begränsa kapprustningen med kärnvapen. År 2003 var han en av 22 Nobelpristagare som undertecknade Humanistiska manifestet.